# Santa Clara (Lobata)
Ne doit pas être confondu avec Santa Clara (Mé-Zóchi).
Pour les articles homonymes, voir Santa Clara.
Santa Clara est une localité de Sao Tomé-et-Principe située au nord de l'île de Sao Tomé, dans le district de Lobata. C'est une ancienne roça.

## Population
Lors du recensement de 2012, 286 habitants y ont été dénombrés.

## Roça
Sa casa principal est un bâtiment relativement moderne, avec un balcon en béton armé.
Photographies et croquis réalisés en 2014 mettent en évidence la disposition des bâtiments, leurs dimensions et leur état à cette date.